# فنجاني متغير
فنجاني متغير (الاسم العلمي: Peziza varia) هو نوع من الفطريات يتبع جنس الفنجاني من فصيلة الفنجانية.